# Karnal
Karnal è una città dell'India di 210.476 abitanti, capoluogo del distretto di Karnal, nello stato federato dell'Haryana. In base al numero di abitanti la città rientra nella classe I (da 100.000 persone in su).

## Geografia fisica
La città è situata a 29° 40' 60 N e 76° 58' 60 E e ha un'altitudine di 227 m s.l.m..

## Società

### Evoluzione demografica
Al censimento del 2001 la popolazione di Karnal assommava a 210.476 persone, delle quali 112.263 maschi e 98.213 femmine. I bambini di età inferiore o uguale ai sei anni assommavano a 25.050, dei quali 14.119 maschi e 10.931 femmine. Infine, coloro che erano in grado di saper almeno leggere e scrivere erano 152.172, dei quali 85.150 maschi e 67.022 femmine.